# Justin Chenette

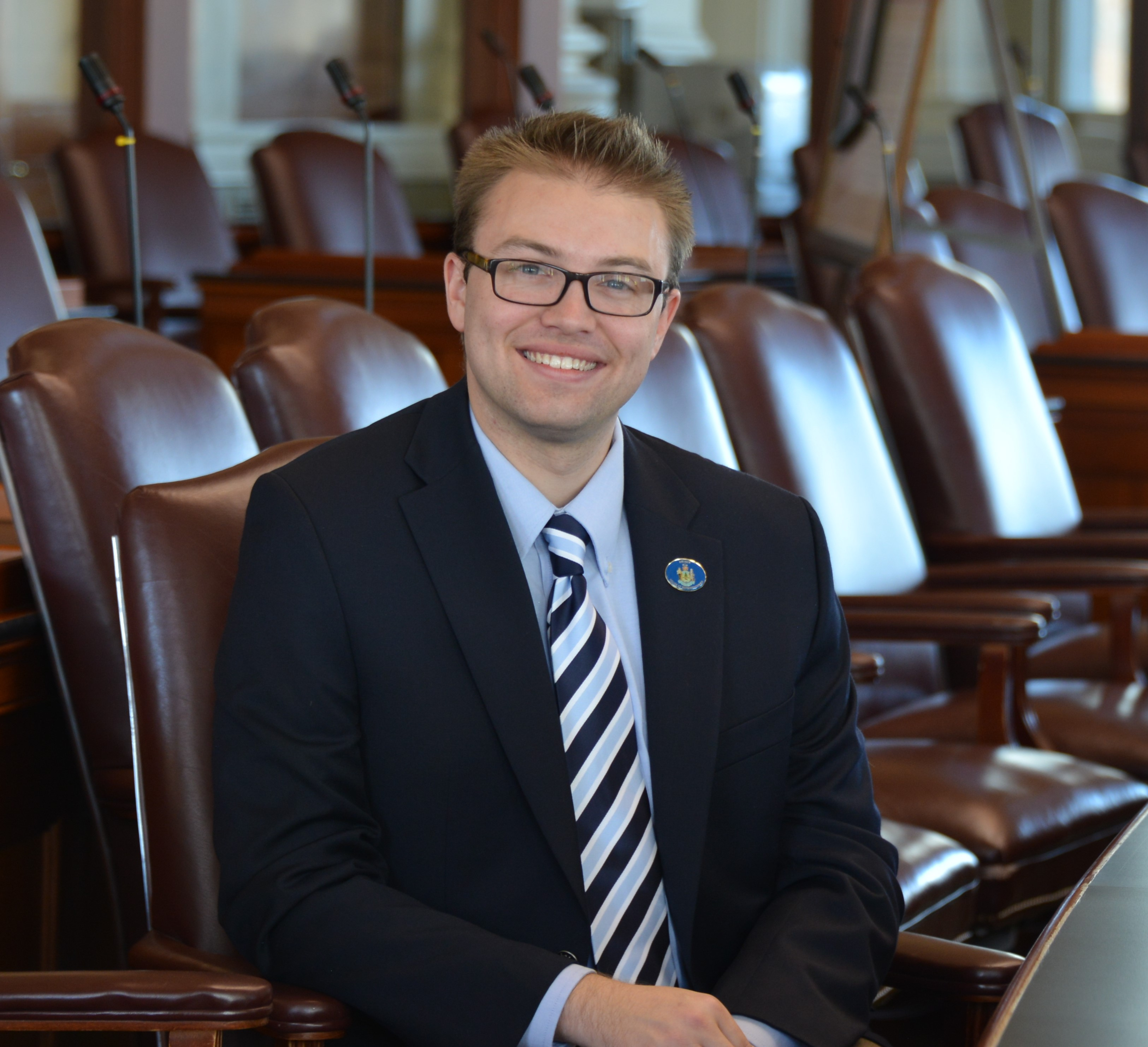
Justin Chenette (2015)

Justin Chenette (* 23. April 1991) ist ein US-amerikanischer Politiker der Demokratischen Partei.

## Leben
Chenette studiert am Lyndon State College. Ihm gelang im November 2012 als Nachfolger von Linda Valentino der Einzug als Abgeordneter in das Repräsentantenhaus von Maine. Chenette wohnt in Saco, Maine. Er war 2012 der jüngste Abgeordnete im Repräsentantenhaus von Maine. Von 2016 bis 2020 war er Senator im Senat von Maine.